# Bahnhof London Charing Cross

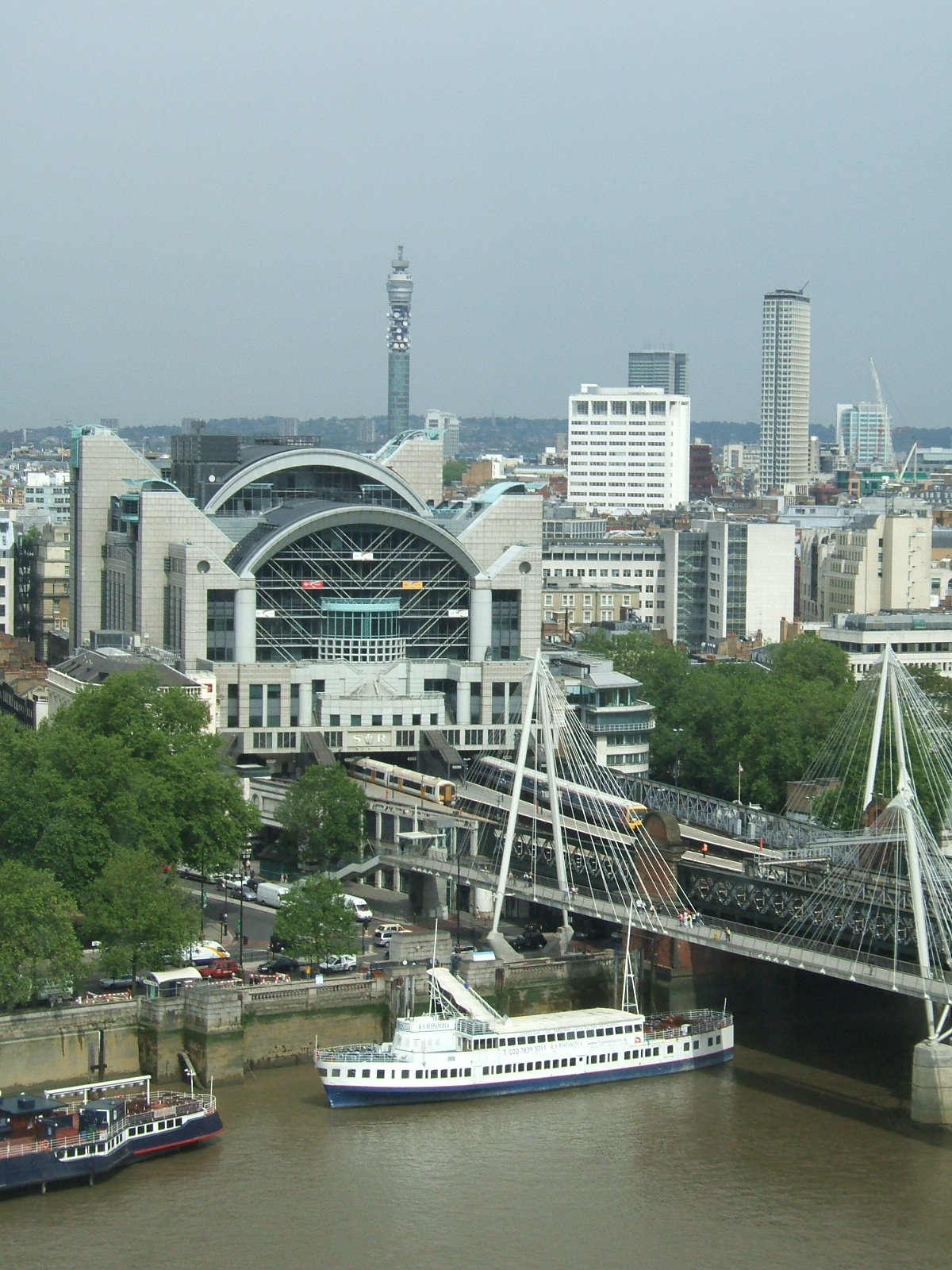
London Charing Cross (Südansicht) vom London Eye aus gesehen

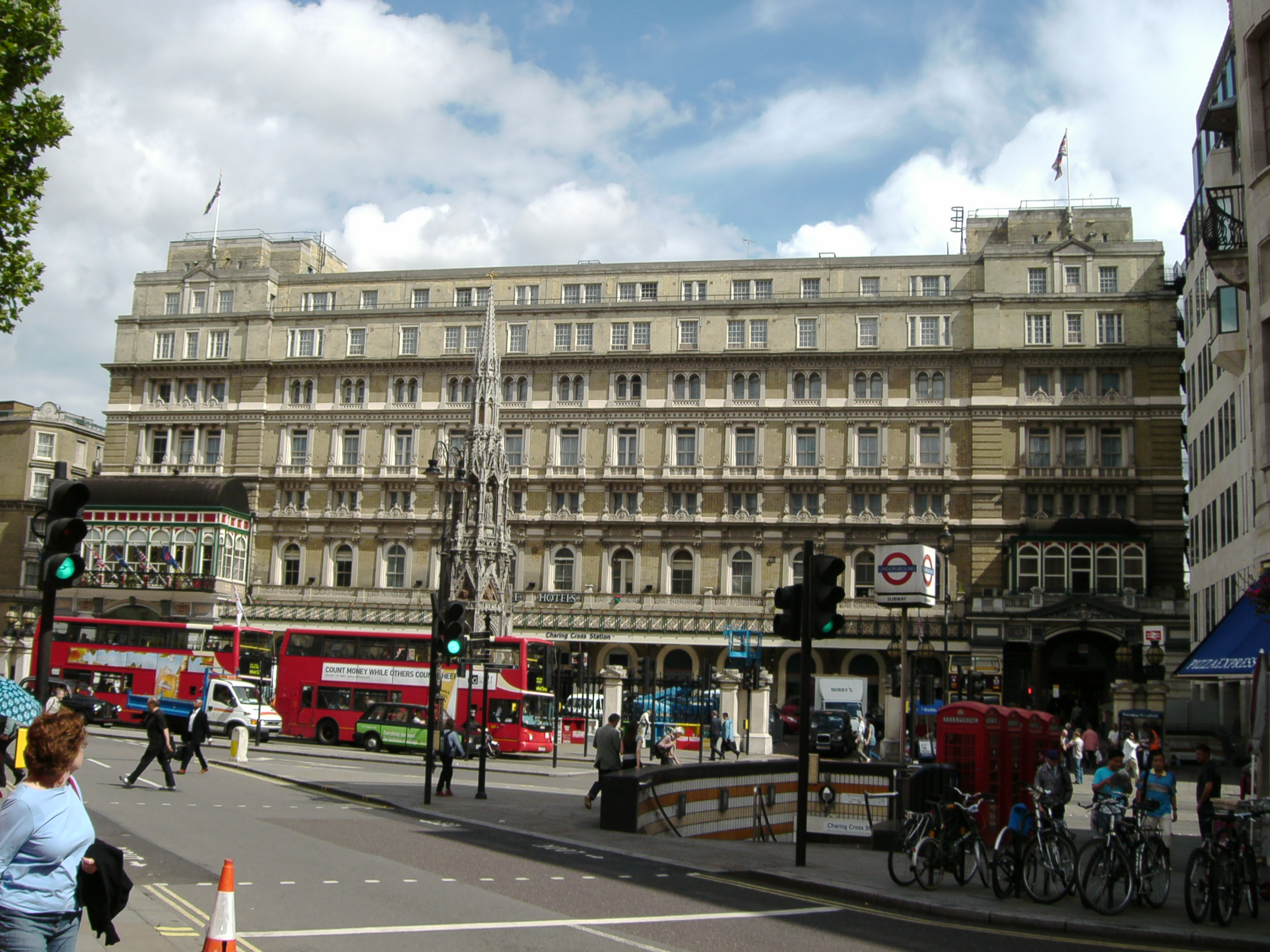
Fassade (Nordansicht)

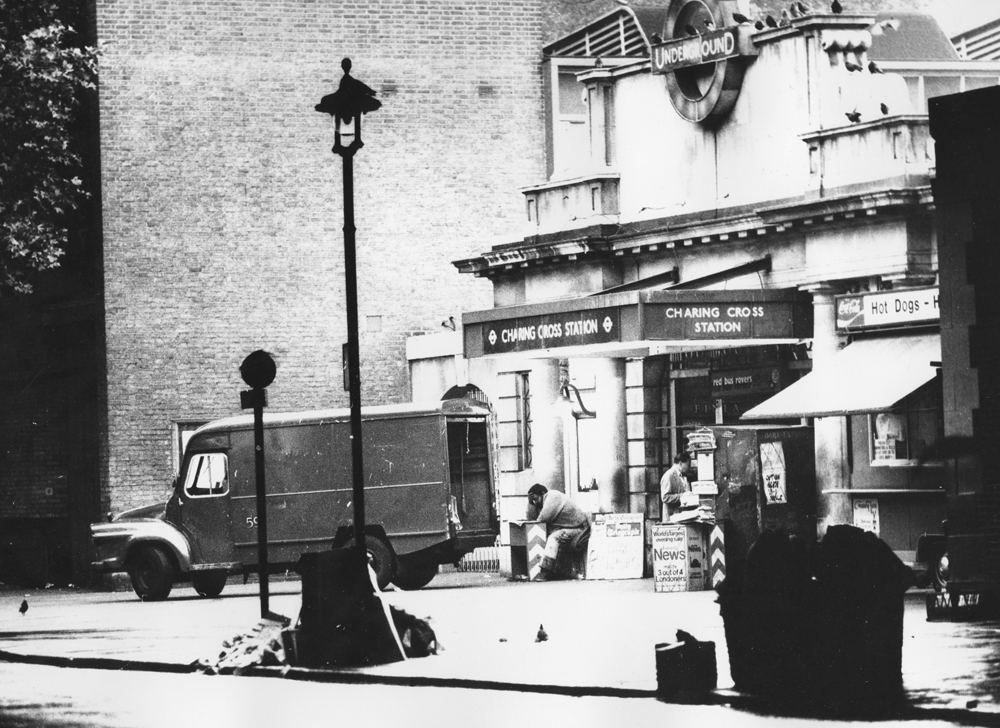
London Charing Cross 1974

London Charing Cross ist ein Bahnhof im Stadtzentrum von London. Er befindet sich im Stadtteil Charing Cross, der zum Stadtbezirk City of Westminster gehört. Der Haupteingang befindet sich an der Straße Strand. Charing Cross ist einer von 17 Bahnhöfen, die von der Bahninfrastrukturgesellschaft Network Rail verwaltet werden. Im Jahr 2013 wurde er von 38,607 Millionen Fahrgästen genutzt.

## Verbindungen
Der Kopfbahnhof liegt am Ende der ins Stadtzentrum führenden Strecke, an der sich auch die Durchgangsbahnhöfe Waterloo East und London Bridge befinden. Unmittelbar nach Verlassen der Bahnhofshalle überqueren die Gleise die Themse auf der Hungerford Bridge. Züge der Gesellschaften Southern und Southeastern verkehren nach Kent, East Sussex und in die südöstlichen Vororte Londons.
Der Bahnhof wird durch zwei Stationen der London Underground erschlossen: An der Station Charing Cross, die sich beim nordwestlichen Eingang befindet, halten die Bakerloo Line und die Northern Line. Die Station Embankment am südöstlichen Eingang wird von der Circle Line und der District Line bedient.

## Geschichte
Der Bahnhof wurde von der South Eastern Railway auf dem Gelände der ehemaligen Hungerford-Markthalle errichtet und am 11. Januar 1864 eröffnet. Architekt war John Hawkshaw, der ein 155 Meter langes und 50 Meter breites schmiedeeisernes Dach entwarf, das in einem einzigen Bogen alle sechs Bahnsteige überspannte. Am 15. Mai 1865 wurde das von Edward Middleton Barry entworfene Charing Cross Hotel eröffnet, das eine an die französische Renaissance angelehnte Fassade besaß.
Bei Wartungsarbeiten stürzte am 5. Dezember 1905 das Dach der Bahnhofshalle ein. Die meisten Menschen konnten sich noch in Sicherheit bringen und ein einfahrender Zug rechtzeitig halten, so dass nur sechs Tote zu beklagen waren. 1907 ersetzte man das Dach durch eine Stahlgerüstkonstruktion. Wegen der durch Fliegerbomben im Zweiten Weltkrieg verursachten Schäden wurde das Mansarddach des Hotels ersetzt.
Seit 1990 ist der hintere Teil der Bahnhofshalle von einem postmodernen, von Terry Farrells Architektenbüro entworfenen, Bürogebäude namens Embankment Plaza umgeben. Hauptmieter ist die Wirtschaftsprüfungsgesellschaft PricewaterhouseCoopers.